# 苏珊·杜尚
苏珊·杜尚-克罗蒂（法語：Suzanne Duchamp-Crotti，1889年10月20日—1963年9月11日），法国达达主义画家。生於布兰维尔-克勒翁，死於巴黎塞纳河畔讷伊。
苏珊是法国艺术家马塞尔·杜尚的妹妹，她的丈夫让·克罗蒂也是一位画家。